# Бутаки (платформа)
Бутаки́ — остановочный пункт Южно-Уральской железной дороги в черте посёлка Бутаки в Сосновском районе Челябинской области, на железнодорожной линии Челябинск — Златоуст.

## История
Открыта в 1892 году при продлении Самаро-Златоустовской железной дороги на восток до Челябинска. В 1945 электрифицирована в составе участка Челябинск — Златоуст. C 1948 обслуживается пригородными электропоездами. Поезда дальнего следования и пригородные экспресс-электрички на платформе не останавливаются.